# Prokletstvo
Prokletstvo ili kletva, javno izgovorena, objavljena želja da koga snađe najveća nesreća, a može se prema vjerovanju baciti a pojedinca, grupa ili na čitavu zajednicu, kao i na objekt. U provedbi bacanja kletva može se koristiti magijski obred kojim se prizivaju u pomoć bogovi, prirodne i natprirodne sile te drugi oblici crne magije. Jednako tako, postojali su i obredi kojima se moglo poništiti djelovanje bačenog prokletstva ili uroka.
U srednjem vijeku je anatema ili crkveno prokletstvo, bačeno od strane pape ili biskupa, bilo bitan način pozivanja na pokoravanje Katoličkoj crkvi svih onih koji bi negirali vrhovni vjerski ili politički autoritet Crkve. Ono je značilo potpuno izopćenje iz društva, od Boga i spasenja onoga na kojeg je anatema bila bačena.
U drevnom Egiptu su faraoni nastojali zaštititi svoja vječna počivališta tako da su pred ulazom u svoje grobnice ostavljali upozorenja kojima se prijetilo prokletstvom i drugim nedačama ukoliko bi se netko usudio oskrvnuti faraonov grob. Premda nema dokaza da je takvo nešto pronađeno u Tutankamonovoj grobnici, često se navodilo kako je tobože bilo zapisano prokletstvo na mjestu iznad njegova sarkofaga.
U Bibliji se na više mjesta spominju prokletstva koja najčešće označavaju uskraćivanje milosti Božje onome tko se ogriješio o Bogu i čovjeku, zbog čega je na njega bačeno prokletstvo bilo samim djelom kojeg je ta osoba počinila ili na neki formalan način. U Knjizi postanka spominje se prokletstvo koje je Bog bacio na zmiju (Post 3:14), na zemlju (Post 3:17) i na Kajina (Post 4:11). Jednako tako je i Noa prokleo Hamova sina Kanaan na vječno ropstvo (Post 4:11).
U prošlosti su prokletstva bila vezana uz vještice i druge osobe za koje se vjerovalo da mogu urokljivim okom drugome nanijeti zlo. Većina nedaća koje bi snašle zajednice, poput pomora stoke, propale ljetine, smrti dojenčadi i bolesti te drugih nesreća pripisivane su zlom utjecaju vještica. Ta vjerovanja su potpomogla širenje lova na vještice koji je otpočeo djelovanjem inkvizicije krajem 15. i početkom 16. stoljeća. Jedno od poznatijih prokletstava bilo je ono koje je, navodno, bacio nekadašnji veliki templarski meštar Jacques de Molay (o.1243.-1314.) na papu Klementa V. (1305.-1314.) i francuskog kralja Filipa IV. Lijepog (1285.-1314.) prilikom izvršenja smrtne kazne na lomači. U srednjem vijeku je bila popularna i legenda o Lutajućem Židovu kojeg je Isus tobože prokleo da luta svijetom do Drugog dolaska, jer mu je odbio dati vode putem prema Golgoti.
Prema vjerovanjima, događalo se da bi čitave obitelji i njihove potomke pogodila nečija bačena kletva. Najpoznatija takva predaja je o monegaškoj dinastiji Grimaldi, na čijeg je pretka, Rainiera I. (1267.-o.1314.) bila navodno bačena kletva od strane jedne flamanske žene ili vještice spaljene na lomači. U novije vrijeme se uvriježilo spominjati prokletstvo Kennedyjevih, moćne američke obitelji koja je dala više političkih uglednika, među kojima i američkog predsjednika Johna F. Kennedyja (1917.-1963.), zbog učestalih nesretnih događaja koji su zadesili članove obitelji u zadnjih više od pola stoljeća.
Prema vjerovanjima, postoje i takozvani prokleti predmeti koji su upili nekakvo zlo ili negativne energije koje onda emitiraju i, tobože, ugrožavaju sve vlasnike i korisnike takvih predmeta.